# Copa Challenge de Voleibol Masculino de 2018–19
A Copa Challenge de Voleibol Masculino de 2018–19 foi a trigésima nona edição da terceira maior competição de clubes de voleibol masculino da Europa, organizada pela Confederação Européia de Voleibol (CEV) com duração de 6 de novembro de 2018 a 27 de março de 2019. O torneio contou com a participação de 42 equipes e se dividiu em três fases: fase classificatória, fase principal e fase final.
O time russo Belogorie Belgorod conquistou seu segundo título ao derrotar o time italiano Vero Volley Monza, e o jogador russo Denis Zemchenok foi declarado o melhor jogador da competição.

## Formato de disputa
A fase qualificatória, se necessário, ocorreu na primeira rodada. Senão, iniciou-se pela segunda rodada, com jogos eliminatórios, de ida e volta, com 20 clubes nesta fase. As 10 melhores equipes classificaram-se para a fase principal, subdividida em pré-oitavas de final, contando com 32 times (incluindo as 10 equipes qualificadas), qualificando os 16 melhores vencedores para as oitavas de final. De forma análoga, ocorreu nas quartas de final, todas com jogos de ida e volta, o mesmo ocorrendo na fase final (semifinais e semifinal), definindo o campeão.
A classificação foi determinada pelo número de partidas ganhas. Em caso de empate no número de partidas ganhas por duas ou mais equipes, sua classificação foi baseada nos seguintes critérios:
- resultado de pontos (placar de 3–0 ou 3–1 garantiu três pontos para a equipe vencedora e nenhum para a equipe derrotada; já o placar de 3–2 garantiu dois pontos para a equipe vencedora e um para a perdedora);
- quociente de set (o número total de sets ganhos dividido pelo número total de sets perdidos);
- quociente de pontos (o número total de pontos marcados dividido pelo número total de pontos perdidos);
- resultados de confrontos diretos entre as equipes em questão.

A Fase de Playoffs reuniu as seis melhores equipes da fase anterior e disputaram três vagas na semifinal, com jogos de idade e volta, obedecendo os critérios de pontuação (resultado de pontos), no caso de empate, disputariam o "Golden Set".
A fase semifinal reuniu as quatro equipes classificadas e em jogo único os vencedores se enfrentaram na final e os dois perdedores disputaram o bronze.

## Equipes participantes
O sorteio dos confrontos dos 42 times participantes foi divulgado em 29 de junho de 2018 na cidade de Luxemburgo.
| Rank | País                 | Número de equipes | Equipes                                                            |
| ---- | -------------------- | ----------------- | ------------------------------------------------------------------ |
| -    | Áustria              | 3                 | UVC Holding Graz, VCA Amstetten NÖ, VBK Klagenfurt                 |
| -    | Bélgica              | 1                 | VHL                                                                |
| -    | Bósnia e Herzegovina | 1                 | Radnik Bijeljina                                                   |
| -    | Bielorrússia         | 1                 | Stroitel Minsk                                                     |
| -    | Bulgária             | 2                 | CSKA Sófia, Levski Sófia                                           |
| -    | Chipre               | 2                 | Omonoia Nicosia, Pafiakos Pafos                                    |
| -    | Croácia              | 1                 | Mladost Ribola Kaštela                                             |
| -    | Dinamarca            | 1                 | Gentofte Volley                                                    |
| -    | Eslovênia            | 1                 | Calcit Volley Kamnik                                               |
| -    | Estónia              | 2                 | Pärnu VK, Saaremaa VK                                              |
| -    | Finlândia            | 2                 | Savo Volley Kuopio, Perungan Pojat Rovaniemi                       |
| -    | França               | 1                 | Stade Poitevin Poitiers                                            |
| -    | Grécia               | 1                 | Iraklis Tessalônica                                                |
| -    | Hungria              | 2                 | Fino Kaposvar, Pénzügyőr Budapest                                  |
| -    | Israel               | 1                 | Hapoel Kfar Saba                                                   |
| -    | Itália               | 1                 | Volley Milano                                                      |
| -    | Kosovo               | 1                 | Luboteni Ferizaj                                                   |
| -    | Luxemburgo           | 1                 | VC Fentange                                                        |
| -    | Montenegro           | 1                 | Budućnost Podgorica                                                |
| -    | Países Baixos        | 1                 | Dynamo Apeldoorn                                                   |
| -    | Noruega              | 1                 | BK Tromsø                                                          |
| -    | Portugal             | 4                 | Fonte Bastardo Açores, Caldas da Rainha, S.L. Benfica, Sporting CP |
| -    | Chéquia              | 1                 | Volejbal Brno                                                      |
| -    | Roménia              | 3                 | CSA Steaua București, Remat Zalău, Tricolorul LMV Ploiești         |
| -    | Rússia               | 1                 | Belogorie Belgorod                                                 |
| -    | Sérvia               | 1                 | Crvena zvezda                                                      |
| -    | Suíça                | 2                 | Chênois Geneve, Biogas Volley Näfels                               |
| -    | Turquia              | 2                 | Maliye Piyango, Ziraat Bankası                                     |

## Fase classificatória
| Equipe 1                | Total            | Equipe 2           | 1.º jogo       | 2.º jogo |     |
| ----------------------- | ---------------- | ------------------ | -------------- | -------- | --- |
| Savo Volley Kuopio      | 6–0              | BK Tromsø          | 3–0            | 3–0      |     |
| Saaremaa VK             | 4–2              | Gentofte Volley    | 3–0            | 2–3      |     |
| Tricolorul LMV Ploiești | 0–6 1            | Levski Sófia       | 0–3            | 0–3      |     |
| Luboteni Ferizaj        | 0–6              | Ziraat Bankası     | 0–3            | 0–3      |     |
| Budućnost Podgorica     | 0–6              | Remat Zalău        | 0–3            | 0–3      |     |
| UVC Holding Graz        | 3–3              | Fino Kaposvar      | 3–0            | 1–3      |     |
| UVC Holding Graz        | Golden set       | Fino Kaposvar      | 15             | 11       |     |
| VBK Klagenfurt          | 0–6              | Pénzügyőr Budapest | 0–3            | 0–3      |     |
| S.L. Benfica            | 6–0              | Pafiakos Pafos     | 3–0            | 3–0      |     |
| 16–14                   | Caldas da Rainha | 3–3                | Chênois Geneve | 3–1      | 0–3 |
| Sporting CP             | 6–0              | VC Fentange        | 3–0            | 3–0      |     |

1 Tricolorul LMV Ploiești desistiu Levski Sófia avançou automaticamente.

## Fase principal

### Pré-oitavas de final
| Equipe 1               | Total            | Equipe 2                 | 1.º jogo         | 2.º jogo |     |
| ---------------------- | ---------------- | ------------------------ | ---------------- | -------- | --- |
| Pénzügyőr Budapest     | 0–6              | Belogorie Belgorod       | 0–3              | 0–3      |     |
| Mladost Ribola Kaštela | 3–6              | Omonoia Nicosia          | 2–3              | 1–3      |     |
| Remat Zalău            | 6–0              | CSA Steaua București     | 3–0              | 3–0      |     |
| S.L. Benfica           | 6–0              | Iraklis Tessalônica      | 3–0              | 3–0      |     |
| UVC Holding Graz       | 0–6              | Hapoel Kfar Saba         | 0–3              | 0–3      |     |
| CSKA Sófia             | 0–6              | VHL                      | 1–3              | 0–3      |     |
| Levski Sófia           | 1–5              | Perungan Pojat Rovaniemi | 1–3              | 2–3      |     |
| Saaremaa VK            | 1–5              | Stade Poitevin Poitiers  | 2–3              | 0–3      |     |
| 12–15                  | Caldas da Rainha | 3–3                      | Dynamo Apeldoorn | 0–3      | 3–1 |
| Caldas da Rainha       | Golden set       | Dynamo Apeldoorn         | 12               | 15       |     |
| Fonte Bastardo Açores  | 6–0              | Volejbal Brno            | 3–1              | 3–1      |     |
| Sporting CP            | 4–2              | Stroitel Minsk           | 3–1              | 2–3      |     |
| Ziraat Bankası         | 2–4              | Maliye Piyango           | 3–2              | 0–3      |     |
| Savo Volley Kuopio     | 6–0              | VCA Amstetten NÖ         | 3–0              | 3–0      |     |
| Calcit Volley Kamnik   | 4–2              | Biogas Volley Näfels     | 3–0              | 2–3      |     |
| Radnik Bijeljina       | 0–6              | Crvena zvezda            | 0–3              | 0–3      |     |
| Pärnu VK               | 0–6              | Volley Milano            | 0–3              | 0–3      |     |

### Oitavas de final
| Equipe 1                | Total          | Equipe 2                 | 1.º jogo    | 2.º jogo |     |
| ----------------------- | -------------- | ------------------------ | ----------- | -------- | --- |
| Belogorie Belgorod      | 6–0            | Omonoia Nicosia          | 3–0         | 3–0      |     |
| S.L. Benfica            | 6–0            | Remat Zalău              | 3–0         | 3–1      |     |
| VHL                     | 2–4            | Hapoel Kfar Saba         | 3–2         | 1–3      |     |
| Stade Poitevin Poitiers | 6–0            | Perungan Pojat Rovaniemi | 3–1         | 3–0      |     |
| Fonte Bastardo Açores   | 6–0            | Dynamo Apeldoorn         | 3–0         | 3–1      |     |
| 10–15                   | Maliye Piyango | 3–3                      | Sporting CP | 3–0      | 0–3 |
| Maliye Piyango          | Golden set     | Sporting CP              | 10          | 15       |     |
| Savo Volley Kuopio      | 2–4            | Calcit Volley Kamnik     | 3–2         | 0–3      |     |
| Crvena zvezda           | 0–6            | Volley Milano            | 0–3         | 1–3      |     |

### Quartas de final
| Equipe 1                 | Total            | Equipe 2                | 1.º jogo                | 2.º jogo |     |
| ------------------------ | ---------------- | ----------------------- | ----------------------- | -------- | --- |
| Voleibolni Klub Belogore | 3–3              | S.L. Benfica            | 3–0                     | 0–3      |     |
| Voleibolni Klub Belogore | Golden set       | S.L. Benfica            | 15                      | 12       |     |
| 13–15                    | Hapoel Kfar Saba | 3–3                     | Stade Poitevin Poitiers | 3–0      | 1–3 |
| Hapoel Kfar Saba         | Golden set       | Stade Poitevin Poitiers | 13                      | 15       |     |
| Sporting CP              | 4–2              | Fonte Bastardo Açores   | 3–0                     | 2–3      |     |
| Volley Milano            | 6–0              | Calcit Volley Kamnik    | 3–1                     | 3–0      |     |

## Fase final

### Semifinais
| Equipe 1           | Total | Equipe 2                | 1.º jogo | 2.º jogo |
| ------------------ | ----- | ----------------------- | -------- | -------- |
| Belogorie Belgorod | 4–2   | Stade Poitevin Poitiers | 3–0      | 2–3      |
| Volley Milano      | 4–2   | Sporting CP             | 2–3      | 3–0      |

Jogo de ida
| Data   | Hora  |                    | Placar |                         | Set 1 | Set 2 | Set 3 | Set 4 | Set 5 | Total   | Relatório |
| ------ | ----- | ------------------ | ------ | ----------------------- | ----- | ----- | ----- | ----- | ----- | ------- | --------- |
| 27 fev | 19:00 | Belogorie Belgorod | 3–0    | Stade Poitevin Poitiers | 25–11 | 25–23 | 25–17 |       |       | 75–51   | Relatório |
| 27 fev | 20:30 | Vero Volley Monza  | 2–3    | Sporting CP             | 26–24 | 25–12 | 22–25 | 22–25 | 8–15  | 103–101 | Relatório |

Jogos de volta
| Data  | Hora  |                         | Placar |                    | Set 1 | Set 2 | Set 3 | Set 4 | Set 5 | Total   | Relatório |
| ----- | ----- | ----------------------- | ------ | ------------------ | ----- | ----- | ----- | ----- | ----- | ------- | --------- |
| 6 mar | 20:00 | Stade Poitevin Poitiers | 3–2    | Belogorie Belgorod | 20–25 | 23–25 | 25–23 | 25–23 | 17–15 | 110–111 | Relatório |
| 6 mar | 17:00 | Sporting CP             | 0–3    | Vero Volley Monza  | 20–25 | 23–25 | 17–25 |       |       | 60–75   | Relatório |

### Final
| Equipe 1      | Total | Equipe 2           | 1.º jogo | 2.º jogo |
| ------------- | ----- | ------------------ | -------- | -------- |
| Volley Milano | 0–6   | Belogorie Belgorod | 3–2      | 0–3      |

Jogo de ida
| Data   | Hora  |                   | Placar |                    | Set 1 | Set 2 | Set 3 | Set 4 | Set 5 | Total   | Relatório |
| ------ | ----- | ----------------- | ------ | ------------------ | ----- | ----- | ----- | ----- | ----- | ------- | --------- |
| 20 mar | 20:30 | Vero Volley Monza | 3–2    | Belogorie Belgorod | 29–27 | 22–25 | 25–23 | 32–34 | 15–12 | 123–121 | Relatório |

Jogos de volta
| Data   | Hora  |                    | Placar |                   | Set 1 | Set 2 | Set 3 | Set 4 | Set 5 | Total | Relatório |
| ------ | ----- | ------------------ | ------ | ----------------- | ----- | ----- | ----- | ----- | ----- | ----- | --------- |
| 27 mar | 19:00 | Belogorie Belgorod | 3–0    | Vero Volley Monza | 27–25 | 25–19 | 25–19 |       |       | 77–63 | Relatório |

## Classificação final
| Posição | Equipe                   |
| ------- | ------------------------ |
|         | Belogorie Belgorod       |
|         | Vero Volley Monza        |
| 3       | Sporting CP              |
| 4       | Stade Poitevin Poitiers  |
| 5       | Calcit Volley Kamnik     |
| 5       | Fonte Bastardo Açores    |
| 5       | Hapoel Kfar Saba         |
| 5       | S.L. Benfica             |
| 9       | Remat Zalău              |
| 9       | Crvena zvezda            |
| 9       | Dynamo Apeldoorn         |
| 9       | Maliye Piyango           |
| 9       | Omonoia Nicosia          |
| 9       | Perungan Pojat Rovaniemi |
| 9       | Savo Volley Kuopio       |
| 9       | VHL                      |
| 17      | Biogas Volley Näfels     |
| 17      | CSA Steaua București     |
| 17      | CSKA Sófia               |
| 17      | Iraklis Tessalônica      |
| 17      | Levski Sófia             |
| 17      | Mladost Ribola Kaštela   |
| 17      | Pärnu VK                 |
| 17      | Pénzügyőr Budapest       |
| 17      | Radnik Bijeljina         |
| 17      | Saaremaa VK              |
| 17      | Caldas da Rainha         |
| 17      | Stroitel Minsk           |
| 17      | UVC Holding Graz         |
| 17      | VCA Amstetten NÖ         |
| 17      | Volejbal Brno            |
| 17      | Ziraat Bankası           |
| 33      | BK Tromsø                |
| 33      | Budućnost Podgorica      |
| 33      | Chênois Geneve           |
| 33      | Fino Kaposvar            |
| 33      | Gentofte Volley          |
| 33      | Luboteni Ferizaj         |
| 33      | Pafiakos Pafos           |
| 33      | Tricolorul LMV Ploiești  |
| 33      | VC Fentange              |
| 33      | VBK Klagenfurt           |

| Copa Challenge de 2018–19               |
| Rússia                                  |
| --------------------------------------- |
| Belogorie Belgorod Campeão (2.º título) |